# Cadre-47/1-Europameisterschaft 1962

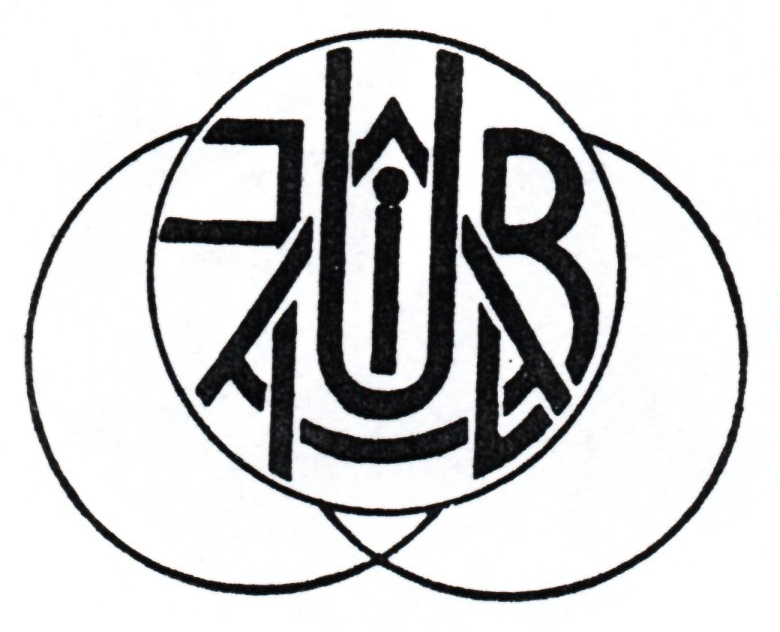
Logo UIFAB (ausrichtender Verband)

Veranstaltungsort: Nijmegen

Die Cadre-47/1-Europameisterschaft 1962 war das sechste Turnier in dieser Disziplin des Karambolagebillards und fand vom 25. bis zum 29. April 1962 in Nijmegen, in der niederländischen Provinz Gelderland, statt. Es war die zweite Cadre-47/1-Europameisterschaft in den Niederlanden.

## Geschichte
Der Belgier Laurent Boulanger gewann zum ersten Mal die Cadre-47/1-EM. Der Lütticher hatte oft das Problem sich für eine internationale Meisterschaft zu qualifizieren, da es schwerer war belgischer Meister zu werden als einen internationalen Titel zu erringen. Die nationale Menge an Weltklassespielern war einfach zu stark. Das zeigt auch der Zweitplatzierte  Antoine Schrauwen aus Antwerpen. Er verbesserte gleich zwei Europarekorde. Einmal im BED mit 100,00 und einmal in der HS mit 235. Der Kölner Ernst Rudolph, der Fünfter wurde, verbesserte auch zwei deutsche Rekorde. Einmal im GD mit 14,54 und ein Mal in der HS mit 92.

## Turniermodus
Es wurde im Round-Robin-System bis 300 Punkte gespielt. Bei MP-Gleichstand (außer bei Punktgleichstand beim Sieger) wird in folgender Reihenfolge gewertet:
1. MP = Matchpunkte
2. GD = Generaldurchschnitt
3. HS = Höchstserie

## Abschlusstabelle

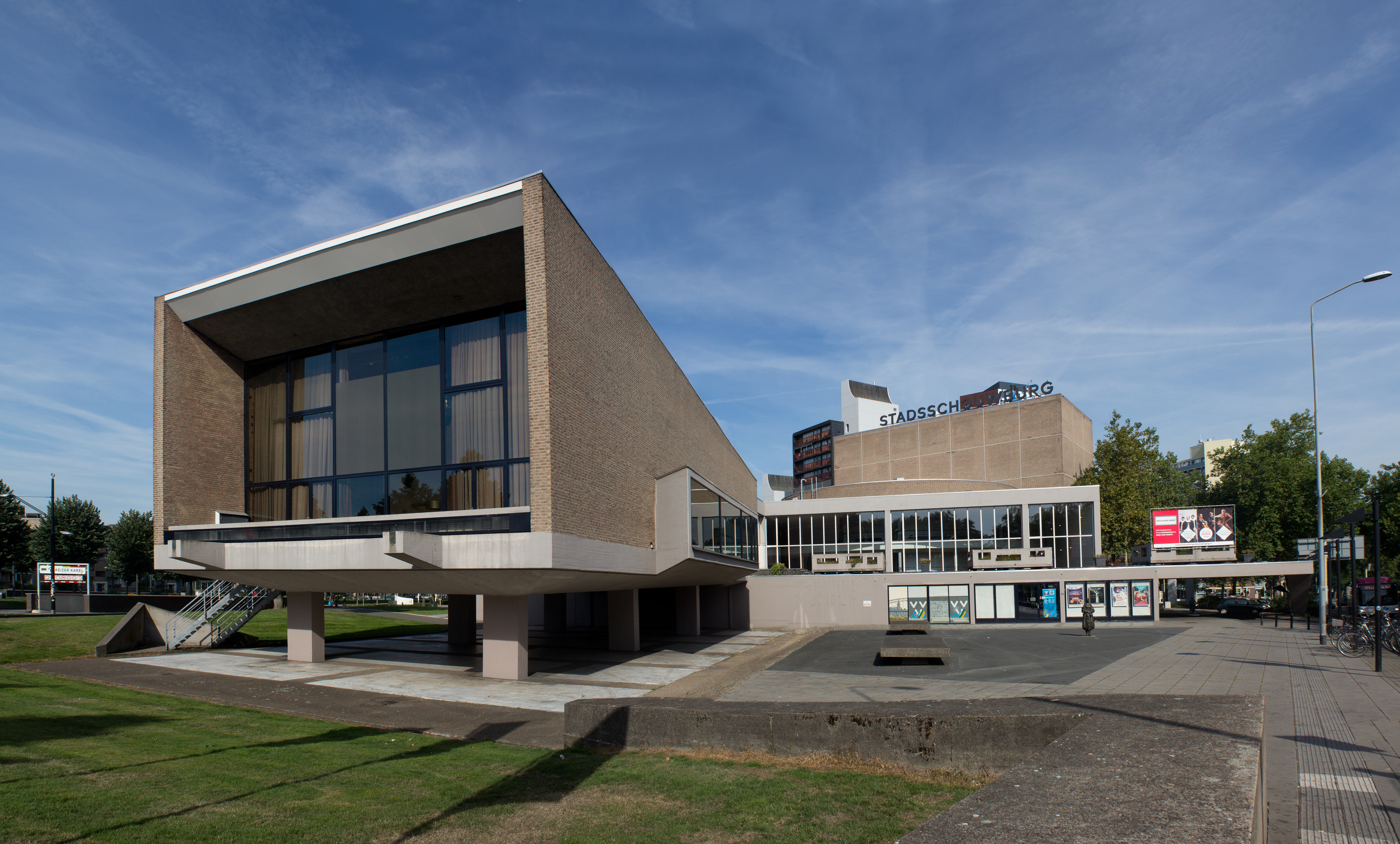
Stadsschouwburg

| MP    | Match Points (Sieger = 2; Unentschieden = 1; Verlierer = 0) |
| Pkte. | Erzielte Karambolagen                                       |
| Aufn. | Benötigte Versuche                                          |
| GD    | Generaldurchschnitt                                         |
| BED   | Bester Einzeldurchschnitt eines Spielers                    |
| HS    | Höchstserie                                                 |
|       | Bester GD des Turniers                                      |
|       | Bester ED des Turniers                                      |
|       | Beste HS des Turniers                                       |
|       | 1. Platz (Gold)                                             |
|       | 2. Platz (Silber)                                           |
|       | 3. Platz (Bronze)                                           |

| Platz                      | Name              | MP   | Pkte. | Aufn. | GD    | BED    | HS  |
| -------------------------- | ----------------- | ---- | ----- | ----- | ----- | ------ | --- |
| 1                          | Laurent Boulanger | 16:0 | 2400  | 138   | 17,39 | 30,00  | 147 |
| 2                          | Antoine Schrauwen | 13:3 | 2301  | 101   | 22,78 | 100,00 | 235 |
| 3                          | Tini Wijnen       | 9:7  | 2152  | 138   | 15,59 | 30,00  | 100 |
| 4                          | Jean Galmiche     | 9:7  | 2073  | 170   | 12,19 | 42,85  | 115 |
| 5                          | Ernst Rudolph     | 8:8  | 2099  | 156   | 13,45 | 27,27  | 92  |
| 6                          | Johann Scherz     | 7:9  | 1887  | 132   | 14,29 | 23,07  | 83  |
| 7                          | Henk Scholte      | 6:10 | 1956  | 126   | 15,52 | 42,85  | 101 |
| 8                          | August Tiedtke    | 4:12 | 1876  | 174   | 10,78 | 10,71  | 73  |
| 9                          | Ramon Aguilera    | 0:16 | 1624  | 167   | 9,72  | –      | 86  |
| Turnierdurchschnitt: 14,10 |                   |      |       |       |       |        |     |